# Give me a Shake
「Give me a Shake」（ギブ・ミー・ア・シェイク）は、1997年4月9日に発売されたMAXの6枚目のシングルである。

## 概要
- 1stアルバム『MAXIMUM』までのJ-EURO（ユーロビートのカバー）路線から一転、新たな試みとしてダンサブルなR&B系の音楽を取り入れた。このシングルでグループ初のオリコンシングルチャート1位を獲得した。彼女達の歴代のシングルの中で、現時点では最もヒットしたシングルであり、唯一のシングルチャート1位を獲得したシングルでもある。
- カップリング曲の「KISS TO KISS」は再びJ-EURO路線で、MAKO「KISS TO KISS」のカバー。
- 第40回日本レコード大賞「優秀作品賞」受賞曲である。
- 第48回NHK紅白歌合戦で初出場し、披露された曲である。

## 収録曲
全作詞：えびね遊子（現・海老根祐子）
1. Give me a Shake
作曲：星野靖彦 / 編曲：上野圭市
2. KISS TO KISS
作曲・編曲：FUNKY BROTHERS
3. Give me a Shake (Original Karaoke)
4. KISS TO KISS (Original Karaoke)

## カバー
Give me a Shake
- 中江友梨（東京女子流、2012年8月22日、東京女子カフェ #1 a-bossa収録）
- 蜜（2012年11月7日、配信限定カヴァーアルバム『蜜狩り』T-6 収録）

## タイアップ
Give me a Shake
- 映画「Give me a Shake レディースMAX」主題歌（本人主演）
- たらみ「スウィーティースウィーティー」CMソング（本人出演）

KISS TO KISS
- フェミニン「フレッシュライト」CMソング

## 収録アルバム
Give me a Shake
- MAXIMUM II (#2、#13, deep club remix)
- MAXIMUM COLLECTION (Disc-1 #4)
- PRECIOUS COLLECTION 1995-2002 (Disc-1 #6)
- MAXIMUM PERFECT BEST (Disc-1 #2)
- SUPER EUROBEAT presents HYPER EURO MAX (#8, Euro-Power Mix)
- MAXIMUM TRANCE (#1, Sunrise of consuegra mix)
- NEW EDITION 〜MAXIMUM HITS〜 (#10, Wall5 SpiceMagic MIX)
- NEW EDITION II 〜MAXIMUM HITS〜 (#6, 2019 Mix)